# Michael Cimino (acteur)
Michael Cimino (Las Vegas (Nevada), 10 november 1999) is een Amerikaans acteur en zanger. Hij speelde in diverse films en series, waaronder Annabelle Comes Home, Senior Year en Love, Victor.

## Levensloop
Cimino maakte in oktober 2015 zijn acteerdebuut in de korte film Limitless Potential, waarin hij de rol van Bob vertolkte. Een jaar later, in 2016,  was Cimino voor het eerst in een langspeelfilm te zien: in Shangri-La Suite. Datzelfde jaar maakte Cimino tevens zijn debuut als televisieacteur in de Nickelodeon-serie Hopefuls, waarin hij de rol van Lorenzo vertolkte. Hierna volgde meerdere rollen in verschillende series, waaronder Training Day en Walk the Prank.
In juni 2019 vertolkte Cimino een grote rol in de bioscoopfilm Annabelle Comes Home, voordat hij van juni 2020 tot en met juni 2022 de hoofdrol van Victor Salazar in de Disney+-serie Love, Victor ging vertolken. Voor deze laatst genoemde rol won Cimino in 2021 en 2022 een Imagen Award in de categorie Beste acteur - komedie. In de jaren die volgde was Ciminio onder andere te zien in de Netflix-films Senior Year en Girl Haunts Boy en in de series How I Met Your Father en Never Have I Ever.
Naast zijn werkzaamheden als acteur, is Cimino sinds juni 2021 actief als zanger. Op 15 juni 2021 bracht hij zijn debuutsingle Love Addict uit. In november 2021 bracht hij zijn debuut EP uit onder de naam I'm Somewhere Out There.

## Filmografie

### Film
- 2015: Limitless Potential, als Bob
- 2016: Shangri-La Suite, als jonge Teijo
- 2018: Dog Days, als Dej
- 2019: Annabelle Comes Home, als Bob Palmeri
- 2019: No Child Left Behind, als Brian
- 2022: Senior Year, als Lance Harrison
- 2023: Centurion: The Dancing Stallion, als Miguel
- 2024: Girl Haunts Boy, als Cole Sanchez
- 2025: Until Dawn, als Max

### Televisie
- 2016: Hopefuls, als Lorenzo
- 2016: Slammed, als Kyle Mayo
- 2017: Training Day, als jonge Sadiq
- 2018: Walk the Prank, als Brlayden
- 2020-2022: Love, Victor, als Victor Salazar
- 2022-heden: Hamster & Gretel, als Kevin Grant-Gomez (stemrol)
- 2022: Disney Theme Song Takeover, als Kevin Grant-Gomez (stemrol)
- 2023: Chibiverse, als Kevin Grant-Gomez (stemrol)
- 2023-heden: Moon Girl and Devil Dinosaur, als Eduardo (stemrol)
- 2023: How I Met Your Father, als Swish
- 2023: Never Have I Ever, als Ethan

## Discografie

### EP
- 2022: I'm Somewhere Out There

### Singles
- 2021: Love Addict
- 2021: Little Blue Car
- 2021: Cigarettes and Incense
- 2021: Stay The Night, in samenwerking met Fin Matthews
- 2022: The Love Was Real
- 2022: Make Me Wanna Dance
- 2022: Stole Me